# Øra LNG-terminal
Øra LNG-terminal är en norsk mottagnings- och omlastningsanläggning för flytande naturgas (LNG) i Fredrikstad. 
Terminalen har en lagringskapacitet på 5 900 m3 i nio tankar. Gasum AS ansökte 2021 om att få utvidga lagringskapaciteten med två nya tankar om 683 m3 vardera till 7 866 m3.
LNG-terminalen planerades av StatoilHydro 2008 för att betjäna industriella kunder i östra Norge och västra Sverige. Det anlades av Skangass, då ett företag som ägdes av Lyse Energi AS och Celsius Invest AS och togs i drift 2011. Skangass har senare varit helägt av Lyse Energi, haft finländska Gasum som delägare för att från 2014 helägas av Gasum.